# Giáo phận Orange
Giáo phận Orange (tiếng Anh: Roman Catholic Diocese of Orange, tên gọi khác: Giáo phận Quận Cam) là một giáo phận trong cơ cấu tổ chức của Giáo hội Công giáo Rôma tại Hoa Kỳ. Giáo phận này thiết lập dựa trên sự phân tách từ Tổng giáo phận Los Angeles năm 1976. Giáo phận Orange rộng 2.025 km² và cho đến năm 2017 thì có 1.570.020 giáo dân Công giáo, chiếm tổng số 49.5% trong số 3.172.532 cư dân trong khu vực.
Cai quản giáo phận hiện là giám mục chính tòa Kevin William Vann (từ năm 2012) và hai giám mục phụ tá: Timothy Edward Freyer (từ năm 2016) và Tôma Nguyễn Thái Thành (từ năm 2017). Nhà thờ chính tòa của Giáo phận là Nhà thờ chính tòa Chúa Kitô, chính thức trở thành nhà thờ chính tòa vào tháng 7 năm 2019. Trước đó, nó từng là một nhà thờ Tin Lành. Ước tính có khoảng 10% giáo dân thuộc giáo phận Orange là người gốc Việt Nam.

## Lịch sử
Ngày 24 tháng 3 năm 1976, trên cơ sở tách từ Tổng giáo phận Los Angeles, Giáo phận Orange đã được thành lập. Các số liệu năm 1976 cho thấy tân giáo phận có 44 giáo xứ và hơn 300.000 giáo dân Công giáo. Giám mục phụ tá Tổng giáo phận Los Angeles William Johnson được bổ nhiệm làm Giám mục Tiên khởi Giáo phận Orange.
Năm 2011, Giáo phận Orange mua lại Nhà thờ Pha Lê Quận Cam (nay là Nhà thờ chính tòa Chúa Kitô), từng là nhà thờ của đại giáo đoàn Crystal là một nhà thờ nổi tiếng về kiến trúc với mức giá 57,5 triệu đô la Mỹ. Nhà thờ này được xây dựng 1980, kinh phí xây dựng là 18 triệu đô la Mỹ bởi mục sư Robert Schuller. Năm 2010, giáo đoàn do mục sư Robert Schuller tuyên bố phá sản. Lo ngại giáo đường sẽ bị xóa sổ nếu các công trình ở đây được đấu giá thắng bởi một tổ chức phi tôn giáo, mục sư Schuller đề nghị riêng với chánh án tòa án phá sản để gợi ý thanh lý công trình cho phía Giáo phận Orange thuộc Công giáo để công trình tiếp tục tồn tại với mục đích tôn giáo. Đề nghị này đã được vị chánh án chấp thuận.
Sau nhiều năm tu sửa và làm cho một nơi thờ tự của đạo Tin Lành trở thành nơi thờ phượng của đạo Công giáo với chi phí 77 triệu đô la Mỹ, Nhà thờ này được đổi tên thành Nhà thờ chính tòa Chúa Kitô và được chọn là Nhà thờ chính tòa mới của Giáo phận, chính thức thánh hiến ngày 17 tháng 7 năm 2019.
Với số giáo dân lên đến gần 1,6 triệu người, Giáo phận Orange là giáo phận có số lượng giáo dân lớn thứ 7 tại Hoa Kỳ, đồng thời có gần 20.000 học sinh đang theo học tại các trường do Giáo phận quản lý. Địa bàn quận Cam là nơi hội tụ nhiều sắc dân từ châu Á, Tây Ban Nha và da trắng và giáo phận Quận Cam tôn trọng truyền thống và di sản của từng sắc dân.

## Các đời giám mục quản nhiệm
Các đời giám mục ở giáo phận Orange qua các thời kỳ:
| STT              | Tên                      | Thời gian quản nhiệm | Ghi chú          |
| Giáo phận Orange | Giáo phận Orange         | Giáo phận Orange     | Giáo phận Orange |
| ---------------- | ------------------------ | -------------------- | ---------------- |
| 1 †              | William Robert Johnson   | 1976 - 1986          |                  |
| 2 †              | John Thomas Steinbock    | 1984 - 1987          |                  |
| 3 †              | Norman Francis McFarland | 1986 - 1998          |                  |
| 4 †              | Michael Patrick Driscoll | 1989 - 1999          |                  |
| 5                | Tod David Brown          | 1998 - 2012          |                  |
| 6                | Jaime Soto               | 2000 - 2007          |                  |
| 7 †              | Đa Minh Mai Thanh Lương  | 2003 - 2015          |                  |
| 8 †              | Cirilo B. Flores         | 2009 - 2012          |                  |
| 9                | Kevin William Vann       | 2012 - nay           |                  |
| 10               | Timothy Edward Freyer    | 2016 - nay           |                  |
| 11               | Tôma Nguyễn Thái Thành   | 2017 - nay           |                  |

## Các cơ sở xã hội Công giáo
Tính đến năm 2017, giáo phận Orange quản lý 34 trường Tiểu học, 7 trường trung học với tổng số giáo viên là 2299 người và 18.520 học sinh. Giáo phận cũng quản lý 3 bệnh viên, 5 trung tâm Chăm sóc Sức khỏe, 1 nhà hưu dưỡng và 11 Trung tâm Dịch vụ Xã hội.